# スキューブダイアモンド

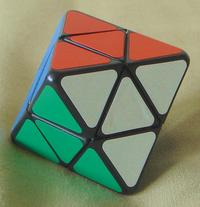
スキューブダイアモンド

スキューブダイアモンド(Skewb Diamond)は正八面体の形をしたパズルである。ルービックキューブの系統に属するパズルである。
回転方向はスキューブと全く同じで、回転軸は4本ある。このパズルには138,240通りの配置がある。